# Dolores Medio (escultura)
L'escultura urbana coneguda pel nom de Dolores Medio, ubicada a la plaça de Dolores Medio (barri de La Argañosa), a la ciutat d'Oviedo, Principat d'Astúries, Espanya, és una de les més d'un centenar que adornen els carrers de l'esmentada ciutat espanyola.
El paisatge urbà d'aquesta ciutat, es veu adornat per obres escultòriques, generalment monuments commemoratius dedicats a personatges d'especial rellevància en un primer moment, i més purament artístiques des de finals del segle xx.
L'escultura, feta de bronze, és obra de Javier Morrás, i està datada l'any 2003.
Es tracta d'un bust, de dimensions més grans que les naturals, de l'escriptora d'Oviedo Dolores Medio (1911-1996). En realitat el bust és una rèplica, en bronze i molt més gran, d'un altre bust, l'original, d'escaiola, que es va dur a terme Madrid per l'autor, Morrás, durant els anys  50, per ser instal·lat a l'escola de la Lluna, el qual porta el nom de l'escriptora, ja que ella havia estudiat Magisteri i va arribar a exercir com a mestra. Dolores Medio guanyar el Premi Nadal el 1952 amb la novel·la «Nosotros, los Rivero», algunes de les seves obres han estat traduïdes a diversos idiomes, destacant també en la seva producció: «El milagro de la noche de Reyes», 1948; «Compás de espera», 1954; «Mañana», 1954; «Funcionario público», 1956; «Diario de una maestra», 1961; «La otra circunstancia» y «Farsa de Verano», 1972.